# Andrij Baszłaj
Andrij Ołeksandrowycz Baszłaj, ukr. Андрій Олександрович Башлай (ur. 16 lutego 1985 w Kijowie) – ukraiński piłkarz, grający na pozycji obrońcy, a wcześniej pomocnika.

## Kariera piłkarska

### Kariera klubowa
Wychowanek Dynama Kijów, barwy którego bronił w juniorskich mistrzostwach Ukrainy (DJuFL). Karierę piłkarską rozpoczął 19 marca 2002 w składzie Dynamo-2 Kijów. W 2006-2007 został wypożyczony do Arsenału Kijów, Obołoni Kijów i Karpat Lwów. Potem występował w klubach Stal Ałczewsk, Prykarpattia Iwano-Frankowsk oraz Kniaża Szczasływe. Podczas przerwy zimowej sezonu 2008/09 przeszedł do PFK Sewastopol. W lutym 2011 został piłkarzem PFK Sumy. Latem 2011 przeniósł się do Nywy Tarnopol, a podczas przerwy zimowej sezonu 2011/12 do mołdawskiego klubu Iscra-Stali Rybnica. Na początku 2013 został piłkarzem Tytanu Armiańsk, ale po aneksji Krymu opuścił krymski klub. Latem 2014 zasilił skład odrodzonego Arsenału Kijów, ale nie rozegrał żadnego meczu i po pół roku zakończył karierę piłkarza.

### Kariera reprezentacyjna
Debiutował w reprezentacji U-17. Występował również w młodzieżowej oraz studenckiej reprezentacji Ukrainy.

## Sukcesy i odznaczenia

### Sukcesy klubowe
- brązowy medalista Pierwszej lihi Ukrainy: 2003, 2007

### Sukcesy reprezentacyjne
- mistrz Uniwersjady: 2007, 2009

### Odznaczenia
- tytuł Mistrza Sportu Klasy Międzynarodowej: 2007